# Battaglia di Kırcaali (21 ottobre 1912)
La battaglia di Kircaali o battaglia di Kardzhali fu combattuta tra gli eserciti della Bulgaria e dell'Impero ottomano come parte della prima guerra balcanica. Ebbe luogo il 21 ottobre 1912, quando il distaccamento bulgaro di Haskovo sconfisse il distaccamento ottomano di Kırcaali di Yaver Pasha e si unì permanentemente a Kırcaali e ai Rodopi orientali in Bulgaria. L'anniversario di quell'evento si celebra ogni anno il 21 ottobre come festività della città.

## Posizioni, forza e piani
Poco prima della guerra tra la Bulgaria e l'Impero ottomano, la 2ª brigata della 2ª divisione di fanteria tracia (28º e 40º reggimento di fanteria, rinforzata dal 3º reggimento di artiglieria) fu schierata nell'area intorno ad Haskovo e aveva l'ordine di coprire i tratti per Plovdiv e Stara Zagora. Dopo la correzione del confine bulgaro-ottomano nel 1886 in seguito all'unificazione della Bulgaria, gli ottomani controllavano Kırcaali e le creste montuose circostanti. Il loro esercito nella regione era pericolosamente vicino alla ferrovia tra Plovdiv e Harmanli e la base degli eserciti bulgari che dovevano avanzare nella Tracia orientale. Il comandante della 2ª armata, il generale Nikola Ivanov, ordinò a Delov di spingere gli ottomani a sud del fiume Arda.
Il distaccamento bulgaro di Haskovo contava 8 700 soldati con 42 cannoni, e si oppose alla Divisione della Riserva Ottomana di Kırcaali (Kırcaali Redif Fırkası.) A ovest il gruppo a sinistra del Distaccamento bulgaro Rodopo si oppose alla Divisione della Guardia Interna Ottomana Kırcaali (Kırcaali Müstahfız Fırkası) che erano le parti del Distaccamento ottomano di Kırcaali sotto Yaver Pasha, che era molto più grande (24 000) ma fu disperso e con meno pezzi di artiglieria.

## Avanzata del Distaccamento di Haskovo
Il primo giorno di guerra, il 18 ottobre 1912, il distaccamento di Delov avanzò verso sud attraverso il confine su quattro colonne. Il giorno successivo, sconfissero le truppe ottomane nei villaggi di Kovancılar (oggi: Pchelarovo) e Göklemezler (oggi: Stremtsi) e poi si diressero a Kırcaali. Il distaccamento di Yaver Pasha lasciò la città in disordine. Con la sua avanzata verso Gumuljina, il distaccamento di Haskovo minacciò le comunicazioni tra gli eserciti ottomani in Tracia e Macedonia. Per questo motivo, gli ottomani ordinarono a Yaver Pasha di contrattaccare prima che i bulgari potessero raggiungere Kırcaali, ma non gli inviarono rinforzi. Per seguire quest'ordine aveva al comando 9 battaglioni e 8 cannoni.
Tuttavia, i bulgari non erano a conoscenza della forza del nemico e il 19 ottobre l'alto comando bulgaro (il quartier generale dell'esercito attivo sotto il generale Ivan Fichev) ordinò al generale Ivanov di fermare l'avanzata del distaccamento di Haskovo perché ritenuto rischioso. Il comandante della 2ª armata, tuttavia, non ritirò i suoi ordini e diede a Delov libertà d'azione. Il distacco continuò con l'avanzata il 20 ottobre. La marcia fu rallentata dalle piogge torrenziali e dal lento movimento dell'artiglieria, ma i bulgari raggiunsero le alture a nord di Kırcaali prima che gli ottomani potessero riorganizzarsi.
Nella prima mattinata del 21 ottobre Yaver Pasha impegnò i bulgari nella periferia della città. A causa della loro artiglieria superiore e degli attacchi a baionetta, i soldati del distaccamento di Haskovo invasero le difese ottomane e impedirono i loro tentativi di aggirarli da ovest. Gli ottomani erano a loro volta vulnerabili all'aggiramento dalla stessa direzione e dovettero ritirarsi una seconda volta a sud del fiume Arda, lasciando dietro di sé grandi quantità di munizioni e attrezzature. Alle 16:00 i bulgari entrarono a Kırcaali.

## Conseguenze
A seguito della battaglia la maggior parte della popolazione lasciò il paese. Gli abitanti turchi della zona fuggirono durante l'avanzata bulgara.
Gli ottomani sconfitti si ritirarono a Mestanlı (oggi: Momchilgrad), mentre il distaccamento di Haskovo preparava le difese lungo l'Arda. Così furono assicurati il fronte e la retroguardia degli eserciti bulgari che avanzavano verso Adrianopoli e Costantinopoli. Preoccupato che dopo la caduta di Kardzhali i bulgari avrebbero tagliato la ferrovia tra Salonicco e Dedeağaç, l'Alto Comando ottomano decise di distrarre i bulgari. I suoi ordini urgenti per il contrattacco dell'esercito orientale portarono alla schiacciante sconfitta degli ottomani nella battaglia di Kirk Kilisse. Il comando bulgaro non procedette con l'avanzata dopo la caduta di Kardzhali. Invece di prendere Gumuljina, il 23 ottobre le forze principali del Distaccamento di Haskovo ricevettero l'ordine di andare a est e partecipare all'assedio di Adrianopoli. A Kırcaali rimase solo una piccola squadra.